# Svrkyně
Svrkyně (en allemand : Zwirklin) est une commune du district de Prague-Ouest, dans la région de Bohême-Centrale, en République tchèque. Sa population s'élevait à 300 habitants en 2020.

## Géographie
Svrkyně se trouve à 5,6 km au sud-ouest de Libčice nad Vltavou, à 8 km au sud de Kralupy nad Vltavou et à 13 km au nord-ouest du centre de Prague.
La commune est limitée par Zákolany et Holubice au nord, par Tursko à l'est, par Velké Přílepy et Lichoceves au sud, par Okoř au sud-ouest et par Libochovičky à l'ouest.

## Histoire
La première mention écrite de la localité date de 1311.

## Transports
Par la route, Svrkyně se trouve à 10 km de Libčice nad Vltavou, à 11 km de Kralupy nad Vltavou et à 17 km du centre de Prague.